# Liste des épisodes de MacGyver

Logo original de la série

Cet article présente la liste des épisodes de la série télévisée américaine MacGyver.

## Première saison (1985-1986)
1. MacGyver première (Pilot)
2. Le triangle d’or (The golden triangle)
3. La voleuse de Budapest (Thief of Budapest)
4. Le gantelet (The gauntlet)
5. Le casse du casino (The heist)
6. Le monde de Trumbo (Trumbo's world)
7. Voie sans issue (Last stand)
8. Situation explosive (Hellfire)
9. Les frères ennemis (The prodigal)
10. La cible (Target MacGyver)
11. Cauchemars (Nightmares)
12. Pris au piège (Deathlock)
13. L'atome crochu (Flame's end)
14. Compte à rebours (Countdown)
15. La taupe (The enemy within)
16. Pour un sourire de Penny (Every time she smiles)
17. Mission Afghanistan (To be a man)
18. Le vilain petit canard (Ugly duckling)
19. Juste vengeance (Slow death)
20. L’évasion (The escape)
21. Une affaire de conscience (A prisoner of conscience)
22. Assassin sous contrat (The assassin)

## Deuxième saison (1986-1987)
1. L’élément humain (The human factor)
2. Le liquidateur (The eraser)
3. La double piqûre (Twice stung)
4. L’enfant désiré (The wish child)
5. Atterrissage périlleux (Final approach)
6. Le roi des menteurs (Jack of lies)
7. Route dangereuse (The road not taken)
8. Les aigles (Eagles)
9. Le silence est d'or (Silent world)
10. Hollywood nous voilà (Three for the road)
11. La fondation Phœnix (Phoenix under siege)
12. Affaire de famille (Family matter)
13. Bienvenue à l’Ouest (Soft touch)
14. L’anniversaire (Birth day)
15. Les pirates (Pirates)
16. L’avalanche (Out in the cold)
17. Dalton l'espion (Dalton, Jack of spies)
18. Associés (Partners)
19. L’échappée belle (Bushmaster)
20. Copains (Friends)
21. MacGyver mort ou vif (D.O.A.: MacGyver)
22. Par amour ou pour l’argent (For love or money)

## Troisième saison (1987-1988)
1. À la recherche de l’amour perdu - 1re partie (Lost love - Part 1)
2. À la recherche de l’amour perdu - 2e partie (Lost love - Part 2)
3. Le retour de Jimmy (Back from the dead)
4. Le bateau fantôme (Ghost ship)
5. Les diamants du Ganastan (Fire and ice)
6. GX-1 (GX-1)
7. Jack en détresse (Jack in the box)
8. Accident en haute montagne (The widowmaker)
9. Tel père, tel fils (Hell week)
10. Rencontre explosive (Blow out)
11. Ultime expérience (Kill zone)
12. Retraite anticipée (Early retirement)
13. Terrain glissant (Thin ice)
14. Étrange trio (The odd triple)
15. Le négociateur (The negotiator)
16. Les pollueurs (The spoilers)
17. Le masque du loup (Mask of the wolf)
18. Deux hommes et un couffin (Rock the cradle)
19. Vacances dangereuses (The endangered)
20. Le Dragon de Jade (Murderer's sky)

## Quatrième saison (1988-1989)
1. Le secret de la maison Parker (The secret of Parker house)
2. Frères de sang (Blood brothers)
3. Les étrangers (The outsiders)
4. Deux ailes et une prière (On a wing and a prayer)
5. Grand prix à Westwood (Collision course)
6. Opération survie (The survivors)
7. Morts programmées (Deadly dreams)
8. Une sacrée famille (Ma Dalton)
9. Cléo Rocks (Cleo Rocks)
10. Fraternité de voleurs (Fraternity of thieves)
11. La bataille de Tommy Giordano (The battle of Tommy Giordano)
12. Défi en noir et blanc (The challenge)
13. La fugitive (Runners)
14. Chasse au trésor (Gold rush)
15. Le tueur invisible (The invisible killer)
16. Non, je rêve ou quoi ? (Brainwashed)
17. Ondes de choc (Easy target)
18. Le renégat (Renegade)
19. Jeu de piste mortel (Unfinished business)

## Cinquième saison (1989-1990)
1. La Légende de la rose sacrée - 1re partie (The legend of the holy rose - Part 1)
2. La Légende de la rose sacrée - 2e partie (The legend of the holy rose - Part 2)
3. Les perles de Cléopâtre (The black corsage)
4. Cessez le feu (Cease fire)
5. Le fils qu’on n'attend pas (Second chance)
6. Le couloir de la mort (Halloween knights)
7. Entrée en fac (Children of light)
8. Sur la piste des rhinocéros (Black rhino)
9. Un paysage d’Anvers (The ten percent solution)
10. L’une chante, l’autre peint (Two times trouble)
11. La vierge disparue (The Madonna)
12. Sérénité (Serenity)
13. Le programme mentor (Live and Learn)
14. Le compromis (Log jam)
15. Le trésor de Manco (The treasure of Manco)
16. La chance de Jenny (Jenny's Chance)
17. Infiltration en eaux profondes (Deep cover)
18. L’Amadeus perdu (The lost Amadeus)
19. Cœurs d’acier (Hearts of steel)
20. Un jugement hâtif (Rush to judgement)
21. Voyage au royaume des ombres (Passages)

## Sixième saison (1990-1991)
1. Le gang anti-drogue (Tough Boys)
2. Un geste d’humanité (Humanity)
3. L’arme maudite (The gun)
4. Le questionnaire (Twenty questions)
5. Le mur (The wall)
6. Un cours sur le mal (Lesson in evil)
7. Le testament de Harry (Harry's will)
8. MacGyver et les Femmes (MacGyver's women)
9. Amères récoltes (Bitter harvest)
10. Le visiteur (The visitor)
11. Va y avoir du sport ! (Squeeze play)
12. Amour de jeunesse (Jerico games)
13. Terre stérile (The wasteland)
14. L’œil d'Osiris (Eye of Osiris)
15. Libéré sur parole (High control)
16. Témoin sans parole (There but for the grace)
17. Confiance aveugle (Blind faith)
18. Deux vieilles dames charitables (Faith, Hope & Charity)
19. Le retour de Murdoc (Strictly business)
20. Les sentiers des larmes (Trail of tears)
21. Souvenirs (Hind-Sight)

## Septième saison (1991-1992)
1. Un grand-père pas comme les autres (Honest Abe)
2. Quiproquo (The 'hood)
3. Obsession (Obsessed)
4. Le syndrome de Prométhée (The Prometheus syndrome)
5. Les frères Colton (The Coltons)
6. Mort vivant (The walking dead)
7. MacGyver le preux - 1re partie (Good knight MacGyver - Part 1)
8. MacGyver le preux - 2e partie (Good knight MacGyver - Part 2)
9. Muets comme la tombe (Deadly silents)
10. Poings d’honneur (Split decision)
11. Les mauvais garçons (Gunz'N Boyz)
12. Les marchands de sommeil (Off the wall)
13. Envoyé spécial (The stringer)
14. La Fontaine de jouvence (Mountain of Youth)

## Téléfilms (1994)
1. Le trésor perdu de l'Atlantide (Lost treasure of Atlantis)
2. Le chemin de l'enfer (Trail to doomsday)